# Microplecus brevipalpis
Microplecus brevipalpis är en tvåvingeart som beskrevs av Jean-Jacques Kieffer 1913. Microplecus brevipalpis ingår i släktet Microplecus och familjen gallmyggor.
Artens utbredningsområde är Tanzania. Inga underarter finns listade i Catalogue of Life.